# Polymère supramoléculaire
 (janvier 2021).
La mise en forme du texte ne suit pas les recommandations de Wikipédia : il faut le « wikifier ».
Les points d'amélioration suivants sont les cas les plus fréquents. Le détail des points à revoir est peut-être précisé sur la page de discussion.
- Les titres sont pré-formatés par le logiciel. Ils ne sont ni en capitales, ni en gras.
- Le texte ne doit pas être écrit en capitales (les noms de famille non plus), ni en gras, ni en italique, ni en « petit »…
- Le gras n'est utilisé que pour surligner le titre de l'article dans l'introduction, une seule fois.
- L'italique est rarement utilisé : mots en langue étrangère, titres d'œuvres, noms de bateaux, etc.
- Les citations ne sont pas en italique mais en corps de texte normal. Elles sont entourées par des guillemets français : « et ».
- Les listes à puces sont à éviter, des paragraphes rédigés étant largement préférés. Les tableaux sont à réserver à la présentation de données structurées (résultats, etc.).
- Les appels de note de bas de page (petits chiffres en exposant, introduits par l'outil «  Source ») sont à placer entre la fin de phrase et le point final[comme ça].
- Les liens internes (vers d'autres articles de Wikipédia) sont à choisir avec parcimonie. Créez des liens vers des articles approfondissant le sujet. Les termes génériques sans rapport avec le sujet sont à éviter, ainsi que les répétitions de liens vers un même terme.
- Les liens externes sont à placer uniquement dans une section « Liens externes », à la fin de l'article. Ces liens sont à choisir avec parcimonie suivant les règles définies. Si un lien sert de source à l'article, son insertion dans le texte est à faire par les notes de bas de page.
- La présentation des références doit suivre les conventions bibliographiques. Il est recommandé d'utiliser les modèles {{Ouvrage}}, {{Chapitre}}, {{Article}}, {{Lien web}} et/ou {{Bibliographie}}. Le mode d'édition visuel peut mettre en forme automatiquement les références.
- Insérer une infobox (cadre d'informations à droite) n'est pas obligatoire pour parachever la mise en page.

Pour une aide détaillée, merci de consulter Aide:Wikification.
Si vous pensez que ces points ont été résolus, vous pouvez retirer ce bandeau et améliorer la mise en forme d'un autre article.
Un polymère supramoléculaire est une large molécule (macromolécule) dont la structure est composée d'assemblages d'unités monomères reliés par des liaisons non covalentes. Ces dernières sont des interactions secondaires réversibles et directionnelles. Elles comprennent la force de van der Waals, la liaison hydrogène, l'empilement π-π, la coordination métallique, la liaison halogène, la liaison chalcogène et l'interaction hôte-invité. La direction et la force des interactions non-covalentes sont précisément ajustées de sorte que le réseau de molécules se comporte comme un polymère en solution diluée et concentrée (c'est-à-dire qu'il se comporte d'une manière qui peut être décrite par les théories de la physique des polymères), ainsi que dans la phase solide.
Dans les polymères conventionnels, les unités monomères sont liées par des liaisons covalentes fortes et ont d'excellentes propriétés en tant que matériaux ; cependant, des températures et des pressions élevées sont requises pour leur transformation en raison de l'enchevêtrement du polymère dans la masse fondue hautement visqueuse. Les polymères supramoléculaires combinent de bonnes propriétés de matériau avec de faible viscosité à l'état fondu, ce qui les rend plus faciles à manipuler que les polymères conventionnels. De plus, certains polymères supramoléculaires ont des caractéristiques uniques,,, telles que la capacité d'auto-cicatrisation des fractures. Bien que les polymères covalents puissent être recyclés, leurs fortes liaisons covalentes ne se désintègrent jamais et affectent négativement l'environnement sous forme de déchets plastiques. Ainsi, les polymères supramoléculaires sont de plus en plus populaires en raison de leur potentiel pour la conception de matériaux réactifs, adaptatifs, auto-cicatrisants et respectueux de l'environnement,.

## Historique

Motifs monomères et types d'interactions utilisés pour la préparation de polymères supramoléculaires.

Le concept moderne de polymères est attribué à Hermann Staudinger, qui a confirmé l'existence de molécules ultra-longues liées de manière covalente en 1920, qu'il a appelées « macromolécules ». Le préambule du domaine des polymères supramoléculaires peut être considéré comme des agrégats de colorant et des complexes hôte-invité. Au début du XIXe siècle, les scientifiques travaillant dans le domaine des pigments ont remarqué certains agrégats de colorants qui peuvent se former via « un type spécial de polymérisation », mais aucune théorie n'a été proposée. Après la création du domaine de la chimie supramoléculaire et après l'attribution du prix Nobel de chimie en 1987 à Donald J.Cram, Jean-Marie Lehn et Charles J. Pedersen, les chimistes ont commencé à concevoir et à étudier des structures assemblées plus grandes à partir de petites molécules. En 1988, Takuzo Aida, un chimiste japonais des polymères, a rapporté le concept d'assemblage cofacial dans lequel les monomères de porphyrine amphiphile sont connectés via une interaction de van der Waals formant des architectures unidimensionnelles en solution, qui peuvent être considérées comme un prototype de polymères supramoléculaires. Dans la même année 1988, James. D. Wuest a introduit des agrégats unidimensionnels basés sur l'interaction de liaison hydrogène à l'état cristallin. Avec une stratégie différente utilisant des liaisons hydrogène, Jean M. J. Fréchet a montré en 1989 que les molécules mésogènes à motifs acide carboxylique et pyridyle, lors du mélange en masse, se dimérisent de manière hétérotropique pour former une structure cristalline liquide stable. En 1990, Jean-Marie Lehn a montré que cette stratégie peut être élargie pour former une nouvelle catégorie de polymères, qu'il appelle « polymère supramoléculaire cristallin liquide » en utilisant des motifs complémentaires de triple liaison hydrogène en masse. En 1993, M. Reza Ghadiri a rapporté un polymère supramoléculaire nanotubulaire dans lequel un monomère peptidique macrocyclique formant une feuille B s'est assemblé via de multiples liaisons hydrogène entre des macrocycles adjacents. En 1994, Anselm. C. Griffin a montré un matériau supramoléculaire amorphe utilisant une simple liaison hydrogène entre des molécules homotropes ayant des terminaisons d'acide carboxylique et de pyridine. L'idée de fabriquer des matériaux polymères mécaniquement résistants par association supramoléculaire 1D de petites molécules nécessite une constante d'association élevée entre les blocs de construction répétitifs. En 1997, E.W. « Bert » Meijer a rapporté un monomère téléchélique avec des extrémités d'uréidopyrimidinone comme motif quadruple de liaison hydrogène « auto-complémentaire » et a démontré que le polymère supramoléculaire résultant dans le chloroforme présente une propriété viscoélastique en solution dépendante de la température. C'est la première démonstration que les polymères supramoléculaires, lorsqu'ils sont suffisamment robustes mécaniquement, sont physiquement enchevêtrés dans la solution.

## Mécanismes de formation
Les monomères subissant une polymérisation supramoléculaire sont considérés en équilibre avec les polymères en croissance, et les facteurs thermodynamiques dominent donc le système. Cependant, lorsque les monomères constitutifs sont connectés via des interactions fortes et multivalentes, un état cinétique « métastable » peut dominer la polymérisation. Une source d'énergie externe, sous forme de chaleur dans la plupart des cas, peut transformer l'état « métastable » en un polymère thermodynamiquement stable. Une compréhension claire des multiples voies mécanistiques possible par lesquelles la polymérisation supramoléculaire peut se dérouler est toujours en débat. Cependant, le concept de « complexité de chemin de réaction », introduit par E.W. « Bert » Meijer, jette un éclairage sur le comportement cinétique de la polymérisation supramoléculaire. Ce concept de la « complexité de chemin de réaction » explique comment différentes structures assemblées peuvent être obtenues à partir des mêmes unités monomériques de départ.
Dans la polymérisation covalente conventionnelle, deux modèles basés sur des mécanismes de polymérisation par étapes et de polymérisation en chaîne sont opérationnels. De nos jours, une subdivision similaire est acceptable pour la polymérisation supramoléculaire; isodesmique (mécanisme de polymérisation par étapes) et modèle coopératif ou par nucléation-allongement (mécanisme de polymérisation en chaîne) Une troisième catégorie est la polymérisation supramoléculaire ensemencée, qui peut être considérée comme un cas particulier de mécanisme de polymérisation en chaîne.

### Polymérisation supramoléculaire par étapes

Schémas des mécanismes de « complexité de chemin de réaction » et de « polymérisation en chaîne » opérant dans la polymérisation supramoléculaire.

L'équivalent supramoléculaire du mécanisme de polymérisation par étapes est communément appelé modèle isodesmique ou égal à K (K représente l'interaction entre deux monomères voisins). Dans la polymérisation supramoléculaire isodesmique, aucune température ou concentration critique de monomères n'est requise pour que la polymérisation se produise et la constante d'association entre le polymère et le monomère est indépendante de la longueur de la chaîne du polymère. Ainsi, la longueur des chaînes de polymère supramoléculaire augmente lorsque la concentration de monomères dans la solution augmente ou lorsque la température diminue. Dans la polycondensation conventionnelle, la constante d'association est généralement grande, ce qui conduit à un degré de polymérisation élevé; cependant, un sous-produit est observé. Dans la polymérisation supramoléculaire isodesmique, en raison des liaisons non-covalente, l'association entre les unités monomères est faible et le degré de polymérisation dépend fortement de la force de l'interaction, c'est-à-dire de l'interaction multivalente entre les unités monomères. Par exemple, les polymères supramoléculaires constitués de monomères bifonctionnels ayant un seul donneur / accepteur de liaison hydrogène à leurs extrémités aboutissent généralement à un faible degré de polymérisation, cependant ceux à liaison hydrogène quadripolaire, comme dans le cas des motifs uréidopyrimidinone, aboutissent à un degré élevé de polymérisation. Dans le polymère supramoléculaire à base d'uréidopyrimidinone, le poids moléculaire observé expérimentalement à des concentrations semi-diluées est de l'ordre de 10 6 Dalton et le poids moléculaire du polymère peut être contrôlé en ajoutant des capsuleurs de chaîne monofonctionnels.

### Polymérisation supramoléculaire en chaîne
La polymérisation conventionnelle en chaîne comprend au moins deux phases; l'initiation et la propagation, tandis que, dans certains cas, des phases de terminaison et de transfert de chaîne se produisent également. La polymérisation supramoléculaire en chaîne au sens large implique deux phases distinctes; une nucléation moins favorisée et une propagation favorisée. Dans ce mécanisme, après la formation d'un noyau d'une certaine taille, la constante d'association est augmentée, une addition supplémentaire de monomère devient plus favorable, et la croissance du polymère est initiée. De longues chaînes de polymère ne se formeront qu'au-dessus d'une concentration minimale de monomère et en dessous d'une certaine température. Cependant, pour réaliser un analogue covalent de polymérisation supramoléculaire en chaîne, une condition préalable difficile est la conception de monomères appropriés qui ne peuvent polymériser que par l'action d'initiateurs. Récemment, un exemple de polymérisation supramoléculaire en avec des caractéristiques « vivantes » a été démontré. Dans ce cas, un monomère en forme de bol avec des chaînes latérales attachées à un amide forme un réseau de liaison hydrogène intramoléculaire cinétiquement favorisé et ne subit pas spontanément une polymérisation supramoléculaire à température ambiante. Cependant, une version N-méthylée du monomère sert d'initiateur en ouvrant le réseau de liaison hydrogène intramoléculaire pour la polymérisation supramoléculaire, tout comme la polymérisation covalente par ouverture de cycle. L'extrémité de la chaîne dans ce cas reste active pour une extension supplémentaire du polymère supramoléculaire et, par conséquent, le mécanisme en chaîne permet le contrôle précis des matériaux polymères supramoléculaires.

### Polymérisation supramoléculaire semée
Il s'agit d'une catégorie spéciale de polymérisation supramoléculaire en chaîne, dans laquelle le monomère se nuclée uniquement à un stade précoce de la polymérisation pour générer des « germes » et devient actif pour l'allongement de la chaîne polymère lors de l'ajout supplémentaire d'un nouveau lot de monomère. Une nucléation secondaire est supprimée dans la plupart des cas et permet ainsi de réaliser une polydispersité étroite du polymère supramoléculaire résultant. En 2007, Ian Manners et Mitchell A. Winnik ont introduit ce concept en utilisant un copolymère dibloc polyferrocényldiméthylsilane-polyisoprène comme monomère, qui s'assemble en micelles cylindriques. Lorsqu'une ration fraîche du monomère est ajoutée aux « graines » micellaires obtenues par sonication, la polymérisation démarre d'une manière vivante. Ils ont appelé cette méthode l'« auto-assemblage piloté par la cristallisation » (CDSA) et est applicable pour construire des structures anisotropes supramoléculaires à l'échelle du micromètre en 1D – 3D. Une polymérisation supramoléculaire ensemencée conceptuellement différente est mise en évidence par Kazunori Sugiyasu dans un monomère à base de porphyrine portant de longues chaînes alkyle attachées à un amide. À basse température, ce monomère forme préférentiellement des agrégats J sphériques tandis que des agrégats H fibreux à température plus élevée. En ajoutant un mélange soniqué des agrégats J (des « graines ») dans une solution concentrée des particules d'agrégats J, de longues fibres peuvent être préparées par polymérisation supramoléculaire à germes vivants. Frank Würthner a réalisé une polymérisation supramoléculaire semée similaire de bisimide de pérylène en tant que monomère. De manière importante, la polymérisation supramoléculaire ensemencée est également applicable pour préparer des copolymères supramoléculaires à blocs.

## Exemples de polymères supramoléculaires

### Basés sur l'interaction de liaison hydrogène
Des monomères capables de former une liaison hydrogène simple, double, triple ou quadruple ont été utilisés pour fabriquer des polymères supramoléculaires, et une association accrue de monomères est évidemment possible lorsque les monomères ont un nombre maximum de motifs donneurs / accepteurs de liaisons hydrogène. Par exemple, un monomère à base d'uréidopyrimidinone avec des extrémités de liaison hydrogène quadruple auto-complémentaires polymérise en solution, en suivant la théorie des polymères conventionnels et présente une nature viscoélastique distincte aux températures ambiantes.

### Basés sur l'empilement d'interactions π-π
Des monomères à motifs aromatiques tels que des dérivés de bis (mérocyanine), oligo ( para- phénylènevinylène) (OPV), pérylène bisimide (PBI), colorant cyanine, corannulène et nano-graphène ont été utilisés pour préparer des polymères supramoléculaires. Dans certains cas, les chaînes latérales de liaison hydrogène attachées au motif aromatique central aident à maintenir fermement le monomère dans le polymère supramoléculaire. Un système notable dans cette catégorie est un polymère supramoléculaire de nanotubules formé par la polymérisation supramoléculaire de dérivés  hexa- péri - hexabenzocoronene  amphiphiles (HBC). Généralement, les nanotubes sont classés morphologiquement comme des objets 1D, cependant, leurs parois adoptent une géométrie 2D et nécessitent donc une stratégie de conception différente. Les amphiphiles HBC dans des solvants polaires s'assemblent de manière solvophobe dans une membrane bicouche 2D, qui se transforme en une bande hélicoïdale ou un polymère nanotubulaire. Des amphiphiles conceptuellement similaires basés sur un colorant cyanine et un colorant chlorine de zinc polymérisent également dans l'eau, ce qui donne des polymères supramoléculaires nanotubulaires,.

### Basés sur l'interaction hôte-invité
Divers polymères supramoléculaires peuvent être synthétisés en utilisant des monomères avec des motifs de liaison complémentaires hôte-hôte, tels que les éthers couronnes / ions ammonium, les cucurbiturils / viologènes, le calixarène / viologènes, les cyclodextrines / dérivés d'adamantane et les dérivés pillar arène / imidazolium [30–33],,. Lorsque les monomères sont « hétéroditopiques », il en résulte des copolymères supramoléculaires, à condition que les monomères ne s'homopolymérisent pas. Akira Harada a été l'un des premiers à reconnaître l'importance de la combinaison de polymères et de cyclodextrines. Feihe Huang a montré un exemple de copolymère supramoléculaire  alterné à partir de deux monomères hétéroditopiques portant à la fois des extrémités éther couronne et ion ammonium. Takeharo Haino a démontré un exemple extrême de contrôle de séquence dans un copolymère supramoléculaire, où trois monomères hétéroditopiques sont disposés dans une séquence ABC le long de la chaîne du copolymère. La stratégie de conception utilisant trois interactions de liaison distinctes; sphère (calix [5] arène / C60), donneur-accepteur (bisporphyrine / trinitrofluorénone) et les interactions de liaison hydrogène de Hamilton sont la clé pour atteindre une orthogonalité élevée et former un terpolymère supramoléculaire ABC.

## Chiralité
Les informations stéréochimiques d'un monomère chiral peuvent être exprimées dans un polymère supramoléculaire. Les polymères supramoléculaires hélicoïdaux de conformation P et M sont largement observés, en particulier ceux composés de monomères en forme de disque. Lorsque les monomères sont achiraux, les hélices P et M sont formées en quantités égales. Lorsque les monomères sont chiraux, typiquement en raison de la présence d'un ou plusieurs stéréocentres dans les chaînes latérales, la relation diastéréoisomérique entre les hélices P et M conduit à la préférence d'une conformation par rapport à l'autre. Un exemple typique est un monomère chiral en forme de disque de symétre C3 qui forme des polymères supramoléculaires hélicoïdaux via la « règle de la majorité ». Un léger excès d'un énantiomère du monomère chiral entraîne une forte polarisation vers la géométrie hélicoïdale droite ou gauche au niveau du polymère supramoléculaire. Dans ce cas, une dépendance non linéaire caractéristique du facteur anisotrope, g, sur l'excès énantiomérique d'un monomère chiral peut être observée. Comme dans le système chiral à base de petites molécules, la chiralité d'un polymère supramoléculaire est également affectée par les solvants chiraux. Certaines applications comme un catalyseur pour la synthèse asymétrique et la luminescence à polarisation circulaire sont également observées dans les polymères supramoléculaires chiraux.

## Copolymères supramoléculaires
Un copolymère est formé de plus d'une espèce monomère. Des techniques de polymérisation avancées ont été établies pour la préparation de copolymères covalents, mais les copolymères supramoléculaires en sont encore à leurs balbutiements. Ces dernières années, toutes les catégories plausibles de copolymères supramoléculaires tels que statistiques, alternées, en blocs ou périodiques ont été mises en évidence.

## Propriétés
Au cours des 30 dernières années, le domaine des polymères supramoléculaires est devenu une nouvelle branche très importante de la science des polymères. Il a attiré de nombreuses activités de recherche dans les universités et les laboratoires industriels du monde entier. De nouveaux matériaux dynamiques avec une variété de propriétés anormales sont ajoutés au domaine de l'ingénierie des matériaux. De nombreuses applications dans les domaines de la durabilité (traitement et recyclage faciles), de l'électronique et de la médecine ainsi que des cosmétiques sont devenues disponibles.

### Réversibilité et dynamicité
L'une des propriétés importantes des polymères supramoléculaires est leurs interactions réversibles dans le réseau monomère. Lorsque l'interaction entre les monomères est suffisamment forte, des propriétés de matériau intéressantes peuvent être attendues. La stabilité thermodynamique d'un polymère supramoléculaire peut être décrite en utilisant la constante d'association, Kass. Lorsque Kass ≤ 104 M−1, les agrégats polymériques sont typiquement de petite taille et lorsque Kass ≥ 1010 M−1, le polymère supramoléculaire se comporte comme des polymères covalents en raison du manque de dynamique. Ainsi, un optimum Kass = 104 à 1010 M−1 doit être atteint pour produire des polymères supramoléculaires fonctionnels. La dynamique et la stabilité des polymères supramoléculaires est souvent affectés par l'influence d'additifs (par exemple co-solvant ou stoppeur de chaîne). Lorsqu'un bon solvant, par exemple le chloroforme, est ajouté à un polymère supramoléculaire dans un solvant médiocre, par exemple l'heptane, le polymère se désassemble. Cependant, dans certains cas, les cosolvants contribuent à la stabilisation / déstabilisation du polymère supramoléculaire. Par exemple, la polymérisation supramoléculaire d'un monomère à base de porphyrine à liaison hydrogène dans un solvant hydrocarboné contenant une quantité infime d'un alcool éliminant la liaison hydrogène montre des voies de formation distinctes, c'est-à-dire que la polymérisation est favorisée à la fois par refroidissement et par chauffage, et est connue sous le nom de « polymérisation supramoléculaire thermique bisignée ». Dans un autre exemple, des quantités infimes de molécules d'eau dissoutes dans des solvants apolaires, comme le méthylcyclohexane, font partie du polymère supramoléculaire à des températures plus basses, en raison de l'interaction de liaison hydrogène spécifique entre le monomère et l'eau.

### Capacité d'auto-cicatrisation
L'une des propriétés fascinantes des polymères supramoléculaires est sa capacité à s'auto-cicatriser en cas de fracture. Un caoutchouc supramoléculaire à base de vitrimères, introduit par Ludwik Leibler, peut s'auto-cicatriser simplement en pressant les deux bords cassés du matériau ensemble. Dans ce cas, des fractures se produisent lorsque les liaisons hydrogène entre les monomères du matériau sont rompues; rapprocher les bords de la fracture permet aux liaisons hydrogène de se reformer, scellant ainsi l'espace. De manière impressionnante, le comportement dynamique des liaisons hydrogène ne compromet pas les propriétés du matériau. La résistance mécanique élevée d'un matériau et la capacité d'auto-cicatrisation s'excluent généralement mutuellement. Ainsi, un matériau vitreux qui peut s'auto-cicatriser à température ambiante est resté un défi jusqu'à récemment. Takuzo Aida a présenté un verre polymère innovant composé d'un éther thiourée oligomérique polymérisé supramoléculairement, qui est mécaniquement robuste ( e = 1,4 GPa) mais peut s'auto-cicatriser, même à température ambiante, juste par une compression au niveau des surfaces fracturées. L'invention du verre polymère auto-cicatrisant a mis à jour l'idée préconçue selon laquelle seuls les matériaux caoutchouteux souples peuvent guérir.

Exemples de « caoutchouc supramoléculaire » auto-cicatrisant à base de liaisons hydrogène (a) et de « verre polymère » (b).

Une autre stratégie utilise un poly(isobutylène) (PIB) bivalent avec de l'acide barbiturique bifonctionnalisé. De multiples liaisons hydrogène existent entre le groupe carbonyle et le groupe amide de l'acide barbiturique lui permettant de former un réseau supramoléculaire. Dans ce cas, les petits disques à base de PIB découpés peuvent se remettre des dommages mécaniques après plusieurs heures de contact à température ambiante.
Des polymères covalents contenant des complexes de coordination ont également été étudiés pour fabriquer des matériaux auto-cicatrisants. Utilisant des interactions de coordination entre le catéchol et les ions ferriques, les chercheurs ont développé des polymères supramoléculaires auto-cicatrisants contrôlés par le pH. La formation de complexes mono-, bis- et triscatehchol-Fe 3+ peut être manipulée par le pH, dont les complexes bis- et triscatehchol-Fe 3+ présentent des modules élastiques ainsi qu'une capacité d'auto-cicatrisation. Par exemple, le triscatehchol-Fe 3+ peut retrouver sa cohésion et sa forme après avoir été déchiré. Le repli de chaînes de polyimide et de chaînes terminées par des unités pyrène donnent naissance à des réseaux supramoléculaires.

### Propriétés optoélectroniques
La conversion lumière-charge est l'étape préalable pour réaliser des systèmes de photosynthèse artificielle. En incorporant des donneurs d'électrons et des accepteurs d'électrons dans les polymères supramoléculaires, un certain nombre de systèmes artificiels, y compris un système de photosynthèse, peuvent être construits. En raison de l'existence de plus d'une interaction (interaction π-π, interaction de liaison hydrogène et autres), le donneur d'électrons et l'accepteur d'électrons peuvent être maintenus ensemble à une proximité appropriée pour permettre des états séparés de charge à vie longue.  Ensuite, un système de conversion lumière-charge avec un transfert d'électrons photoinduit plus rapide et une efficacité de transfert d'électrons plus élevée peut être obtenu dans ces polymères artificiels.

### Propriétés biocompatibles
Il est assez courant que des biomolécules, telles que l'ADN, protéine et analogues, apparaissent par diverses interactions non covalentes dans le système biologique. De même, les polymères supramoléculaires s'assemblent par une combinaison d'interactions non covalentes. Une telle manière de formation confère aux polymères supramoléculaires des caractéristiques, parce qu'ils sont plus sensibles aux stimuli externes et capables de rendre réversible des changements dynamiques dans les structures et les fonctions. En modifiant les unités monomères de polymères supramoléculaires avec des pendentifs hydrosolubles, des fragments bioactifs ainsi que des biomarqueurs, les polymères supramoléculaires peuvent réaliser divers types de fonctions et d'applications dans le domaine biomédical. En même temps, leur nature réversible et dynamique rend les polymères supramoléculaires biodégradables,, surmontant le problème des polymères covalents difficiles à dégrader, et fait des polymères supramoléculaires une plate-forme prometteuse pour les applications biomédicales. Le fait de pouvoir se dégrader dans un environnement biologique réduit la toxicité potentielle des polymères et, par conséquent, améliore la biocompatibilité des polymères supramoléculaires,.

### Applications biomédicales potentielles
Avec l'excellente nature de biodégradation et de biocompatibilité, les polymères supramoléculaires montrent un grand potentiel dans le développement de l'administration de médicaments, de la transfection génique et d'autres applications biomédicales.
Administration de médicaments : de multiples stimuli cellulaires peuvent induire des réponses dans les polymères supramoléculaires,. Les squelettes moléculaires dynamiques des polymères supramoléculaires peuvent être dépolymérisés lors de l'exposition à des stimuli externes comme le pH in vivo. Sur la base de cette propriété, les polymères supramoléculaires sont capables d'être un vecteur de médicament. L'utilisation de liaisons hydrogène entre des nucléobases peut induire leur auto-assemblage en micelles sphériques sensibles au pH.
Transfection génique : Des vecteurs cationiques non viraux efficaces et faiblement toxiques sont fortement souhaités dans le domaine de la thérapie génique. En raison de leurs propriétés dynamiques et sensibles aux stimuli, les polymères supramoléculaires offrent une plate-forme convaincante pour construire des vecteurs pour la transfection de gènes. En combinant des dimères de ferrocène et de β-cyclodextrine, un système de polymères supramoléculaires aux propriétés redox a été proposé comme vecteur. Dans les cellules COS-7, ce vecteur polymérique supramoléculaire peut libérer de l'ADN enfermé lors de l'exposition au peroxyde d'hydrogène et réaliser une transfection génique.

## Biomatériaux supramoléculaires
Les polymères supramoléculaires avec des interactions non-covalentes spécifiques, directionnelles, accordables et réversibles devraient être avantageux pour les biomatériaux ainsi que pour les applications biomédicales. Par exemple, la nature réversible des polymères supramoléculaires peut produire des biomatériaux qui peuvent détecter et répondre aux signaux physiologiques, ou qui imitent les aspects structurels et fonctionnels de la signalisation biologique. Sur la base de leurs mécanismes de formation, les biomatériaux supramoléculaires peuvent être globalement classés comme :
- des matériaux préparés à partir d'assemblages unidimensionnels de motifs d'empilement moléculaire comme dans le cas des amphiphiles peptidiques introduits par Samuel I. Stupp[56] ;
- des matériaux préparés par extension de chaîne d'oligomères ou par réticulation de précurseurs polymères par des motifs de reconnaissance supramoléculaires spécifiques[57].

Les polymères à base de polymères supramoléculaires conçus de manière rationnelle peuvent simultanément répondre aux exigences de compatibilité aqueuse, de biodégradabilité, de biocompatibilité, de réactivité aux stimuli et à d'autres critères stricts. Par conséquent, les polymères supramoléculaires peuvent être appliqués au domaine biomédical en tant que système robuste. Outre les applications mentionnées ci-dessus, d'autres applications biomédicales importantes et fascinantes, comme la délivrance de protéines,, la bio-imagerie, le diagnostic, et l'ingénierie tissulaire,, sont également bien développées.

## Expansion conceptuelle des polymères supramoléculaires

### Polymérisation supramoléculaire utilisant des monomères non conventionnels
Au fil du temps, les méthodes de polymérisation supramoléculaire se sont élargies et la gamme de monomères utilisables s'est diversifiée. En plus d'une pléthore de motifs moléculaires, des biomolécules telles que l'ADN, des nanostructures d'ADN et des protéines ainsi que des objets inorganiques en tant que monomères non conventionnels ont récemment été étudiées pour la polymérisation supramoléculaire. Dans tous ces cas, les monomères sont de taille beaucoup plus élevée, généralement plusieurs nanomètres, et les interactions non-covalentes varient de la liaison hydrogène, de l'hôte-invité et de la coordination du métal. Un exemple notable est la polymérisation supramoléculaire multivalente assistée par Mg 2+ de machines biomoléculaires sensibles à l'ATP, la chaperonine GroEL, résultant en un nanotube protéique très stable. Surtout, ce nanotube montre une activité ATPase et se dissocie en oligomères à chaîne courte lorsqu'il est traité avec de l'ATP en raison des mouvements d'ouverture / fermeture des unités GroEL constituantes.

### Polymérisation supramoléculaire dans des milieux non conventionnels
Les polymères supramoléculaires généralement préparés en solution. Cependant, des propriétés polymériques anormales peuvent être attendues lorsque ces polymères sont préparés sans milieu organique ou aqueux conventionnel. Par exemple, les milieux à cristaux liquides peuvent affecter les étapes élémentaires de la polymérisation supramoléculaire comme l'a démontré Takashi Kato en 1998, dans la polymérisation par réticulation supramoléculaire de gélifiants, qui forment un gel physique à cristaux liquides. Lorsque les monomères sont conçus pour être hautement affinitifs vis-à-vis du milieu à cristaux liquides, la polymérisation supramoléculaire provoque une transition de phase accroissant l'organisation moléculaire, résultant en des cristaux liquides de structure cylindrique. Des polymères supramoléculaires peuvent également être préparés à l'état solide, par exemple, avec un monomère en tant qu'oligomère téléchélique attaché à une nucléobase, ayant pour résultat la formation de fibres 1D lors du refroidissement de sa phase fondue. En tant que nouvelle classe de matériaux, des polymères supramoléculaires formés à l'électrode et à l'interface deviennent également disponibles.